# Kombinat Synthesewerk

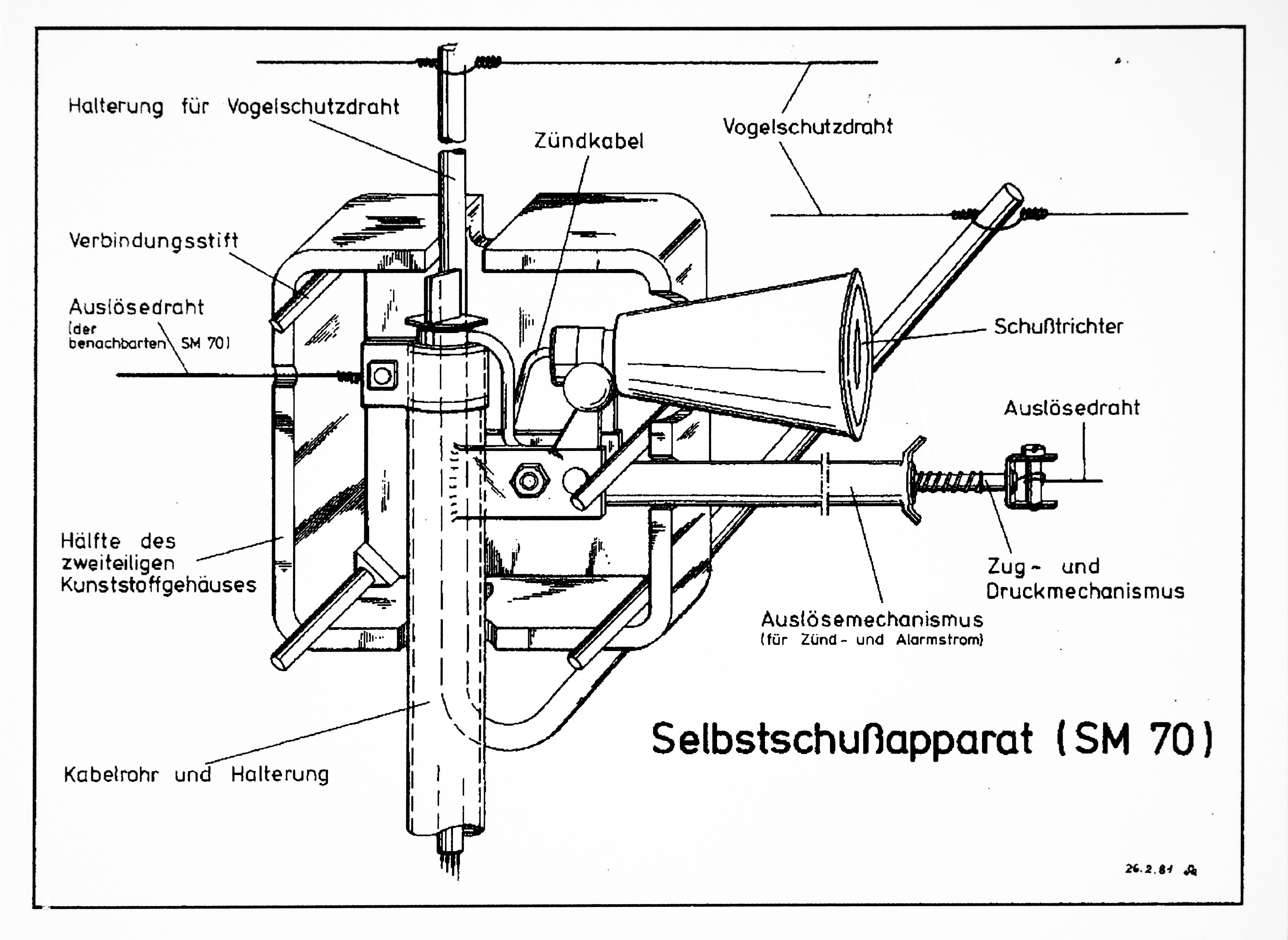
Selbstschussanlagen SM-70

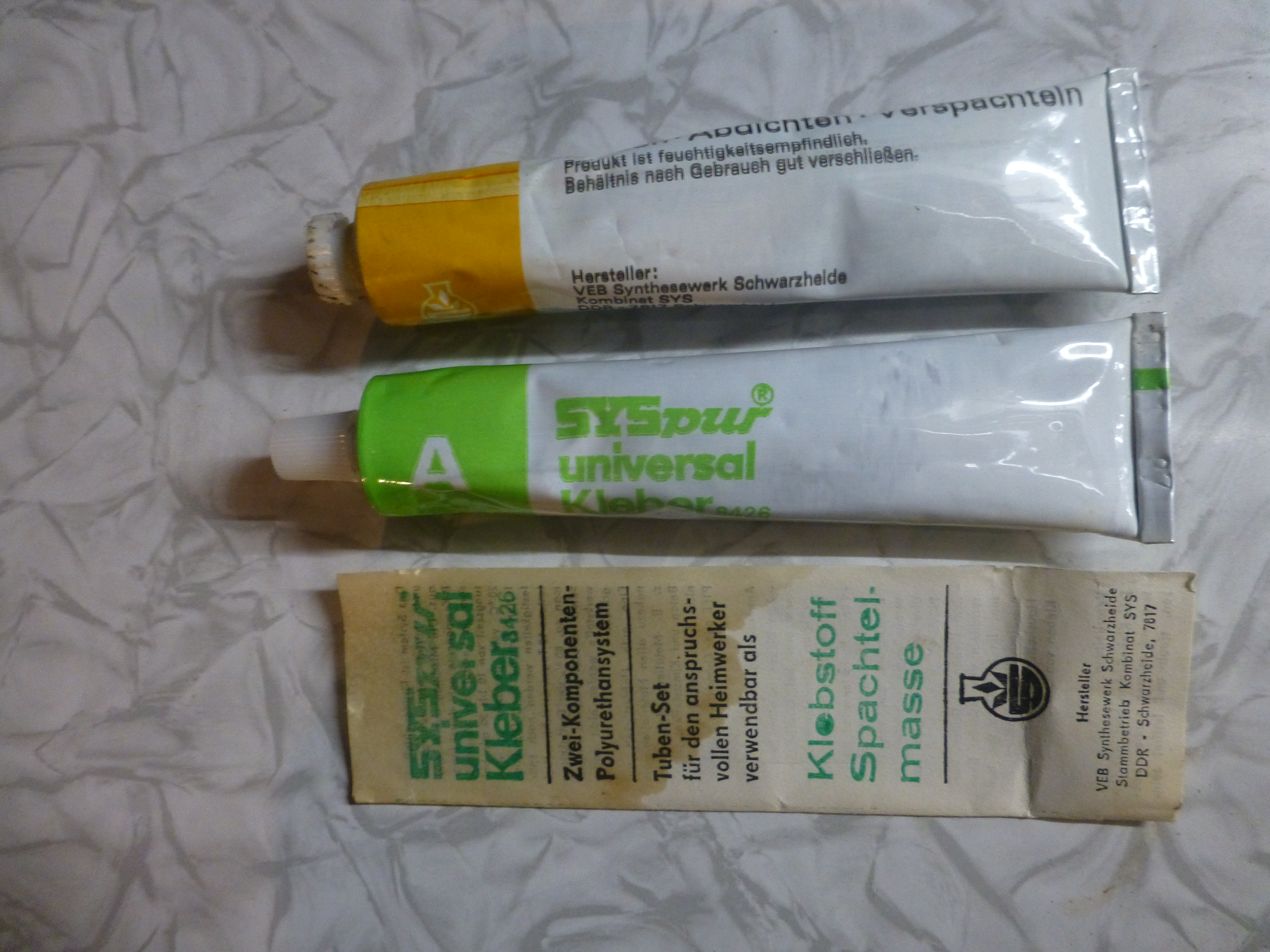
Zweikomponentenkleber auf Polyurethanbasis aus der Produktion des Kombinats

Der VEB Kombinat Synthesewerk Schwarzheide (SYS) war ein 1979 gegründetes Kombinat in der Deutschen Demokratischen Republik.
Das Kombinat unterstand dem Ministerium für Chemische Industrie. Weitere zentral geleitete Kombinate im Zuständigkeitsbereich dieses Ministeriums sind in der Liste von Kombinaten der DDR aufgeführt.
Stammbetrieb des Kombinats war der VEB Synthesewerk Schwarzheide. Dieser Standort diente ursprünglich der Kohleverflüssigung. Nachdem die Benzinproduktion 1971 eingestellt worden war, wurde die Chemieproduktion ab 1973 auf Polyurethane (PU) umgestellt. In der Folgezeit entwickelte sich Schwarzheide zum größten PU-Produzenten Osteuropas. Ein weiterer Produktionsschwerpunkt des Kombinats war die Herstellung von Sprengstoffen, Zündschnur, Sportmunition sowie Pyrotechnik. Im Kombinatsbetrieb VEB Chemiewerk Kapen wurden unter anderem auch SM-70 Selbstschussanlagen für den Einsatz an der Deutsch-Deutschen-Grenze produziert. Das Chemiewerk war in den 1980er Jahren „Alleinhersteller von Spreng- und Sperrmitteln für die Sicherung der Staatsgrenze West“. Der Sprengstoff für das Produkt wurde kombinatsintern durch den VEB Sprengstoffwerk Schönebeck geliefert.
Im Zuge der Wende und der anschließenden Wiedervereinigung wurde das Kombinat 1990 aufgelöst, und seine Betriebe wurden privatisiert. Der Stammbetrieb wurde im Oktober 1990 durch die BASF AG übernommen und zur BASF Schwarzheide GmbH umfirmiert.

## Zugehörige Betriebe
Zum Kombinat gehörten zuletzt die folgenden Betriebe:
- VEB Synthesewerk Schwarzheide; (Stammbetrieb)
- VEB Chemiewerk Kapen
- VEB Pyrotechnik Silberhütte
- VEB Schaumchemie Burkhardtsdorf
- VEB Sprengstoffwerk Gnaschwitz
- VEB Sprengstoffwerk Schönebeck